# Florentin Pera
Florentin Pera (n. 18 noiembrie 1979, Reșița, Caraș-Severin, România) este un antrenor român de handbal. În prezent este selecționerul echipei naționale a României.

## Carieră
Florentin Pera și-a început activitatea ca handbalist, jucând pentru cluburile HC Arad și CS UCM Reșița. El a debutat ca antrenor de handbal feminin la Liceul Sportiv din Reșița, iar în 2004 a devenit tehnicianul echipei de senioare Universitatea Reșița.
Pera a antrenat apoi echipele SC Mureșul Târgu Mureș și CSM Cetate Deva, iar în 2008 a revenit la Universitatea Reșița, echipă aflată pe atunci pe ultimul loc în Divizia A. Cu Florentin Pera pe banca tehnică, echipa reșițeană a promovat, după doar două sezoane competiționale, în Liga Națională. În 2011, conducerea clubului CS Tomis Constanța a reușit să obțină serviciile antrenorului Pera, acesta semnând un contract pe doi ani cu formația  constănțeană. Paul Alexe, directorul executiv al acesteia, declara că Florentin Pera este „un antrenor pe care l-am remarcat, în sensul bun al cuvântului, din confruntările Tomisului cu echipele pe care le-a antrenat”.
Începând din luna iunie 2013, Pera a devenit antrenorul echipei HCM Roman, iar apoi a antrenat „U” Alexandrion Cluj și HC Dunărea Brăila. Între 2012 și ianuarie 2015, Pera a fost și antrenorul secund al echipei naționale feminine a României.
Din 2018 a antrenat echipa SCM Râmnicu Vâlcea. În luna mai 2021, Pera a fost anunțat oficial drept noul antrenor al echipei ȚSKA Moscova începând din sezonul 2021–2022. În 2022 a fost numit antrenorul principal al echipei naționale a României.
Din octombrie 2023 este și antrenorul echipei feminine CS Gloria 2018 Bisitrița-Năsăud.

## Palmares
- Liga Națională:
  -  Câștigător: 2019

- Cupa României
  -  Medalie de aur (1): 2020
  -  Medalie de argint (2): 2014, 2016
  -  Medalie de bronz (1): 2018

- Supercupa României
  -  Medalie de aur (1): 2018, 2020
  -  Medalie de argint (1): 2014

- Cupa Cupelor EHF
  - Optimi de finală (1): 2015

- Cupa EHF
  - Optimi de finală (1): 2016

## Viața personală
Florentin Pera este căsătorit cu Loredana Pera, fostă handbalistă la HC Zalău.